# Sven-Erik Westerberg
Sven-Erik Westerberg,  född 4 januari 1925 i Bollstabruk, Ytterlännäs församling, Västernorrlands län, död 25 april 1959 i Solna församling, Stockholms län, var en svensk fotbollsspelare.
Han spelade i Helsingborgs IF och AIK, och representerade svenska landslaget.